# 卍庵士顔
卍庵士顔（まんあん しがん）は、鎌倉時代末期から南北朝時代にかけての僧。

## 経歴・人物
京都出身の臨済宗の僧。東福寺の南山士雲の法を継ぎ、諸尊の宿を歴訪。鎌倉の寿福寺・円覚寺や筑前の承天寺などを歴住し、のち推されて京都東福寺の第26世住職となった。
延文元年/正平11年7月7日（1356年8月3日）、東福寺内荘厳菴にて寂す。